# Ihrlerstein
Ihrlerstein är en kommun och ort i Landkreis Kelheim i Regierungsbezirk Niederbayern i förbundslandet Bayern i Tyskland.
Kommunen ingår i kommunalförbundet Ihrlerstein tillsammans med köpingen Essing.